# انتروویروس

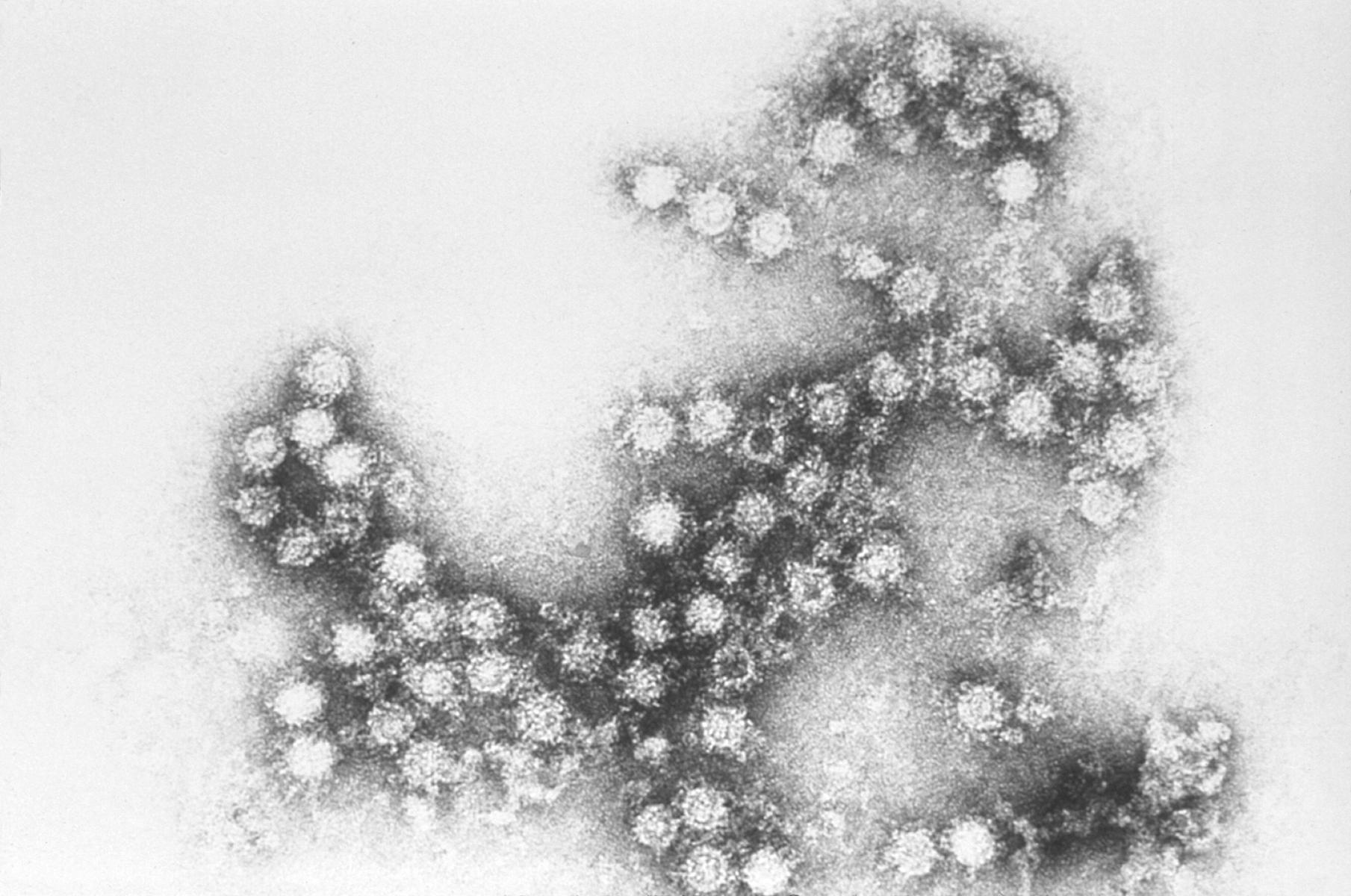
ویروس Coxsackie B4

انتروویروس‌ها دسته‌ای از ویروس‌های ssRNA هستند که مرتبط با بسیاری از بیماری‌های انسان و پستانداران است. مطالعات سرم‌شناسی تاکنون ۶۶ نوع انتروویروس انسانی را با استفاده از آنتی بادی آن‌ها شناسایی کرده‌است.

## بیماری‌های ایجاد شده توسط انتروویروس‌ها
- فلج اطفال
- بیماری‌های غیرمشخص که با تب همراهند. همچنین گاهی با سردرد، بدن درد، گلودرد، دردهای معده و روده نیز در کنار تب وجود دارند.
- مننژیت کودکان
- پلورزی: درد سینه و پهلو (گاه همراه با تب و سردرد و تهوع)
- پریکاردیت
- هرپانژین
- بیماری دست، پا و دهان (HFMD)
- آنسفالیت
- پهلودرد
- سندرم خستگی مزمن